# Regent Herremagasiner
Regent Herremagasiner A/S var en dansk kæde af herretøjsbutikker, der eksisterede fra 1930 - 1999.
Kæden blev grundlagt i 1930 af Alfred Thorvald Kristian Mikkelsen, og markedsførte sig på tøj i den billigere ende. Alfred Thorvald Kristian Mikkelsen var direktør frem til 1990. Sønnerne Arne og Aksel Malling Mikkelsen var en del af den daglige ledelse fra 1974. Aksel Malling Mikkelsen udtrådte af ledelsen og ejerkredsen i slutningen af 1980'erne og i 1990 blev Arne Malling Mikkelsen direktør. Kædens moderselskab, Regent Retail A/S, blev i 1994 overtaget af Ivan Bjerg-Larsen, der forsøgte at distancere sig fra det billige image for på den måde at udvide kædens målgruppe. Regent-butikkerne havde i flere år givet millionunderskud. 
I 1999 opgav ejerkredsen at videreføre kæden, og 12 af de 15 butikker blev overtaget af InWear. Nogle af de resterende butikker blev senere overtaget af Dressmann-kæden.